# Lactation érotique

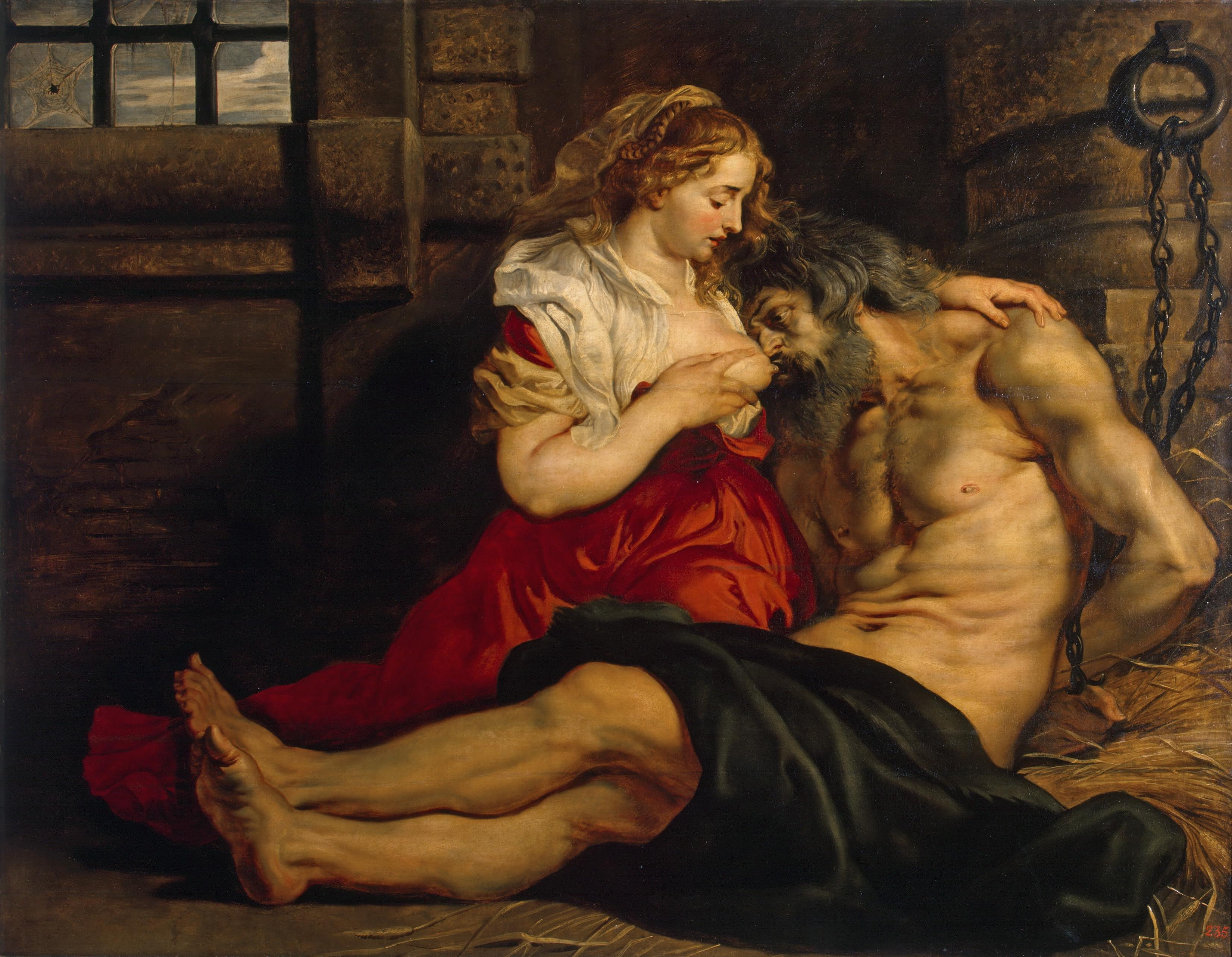
Charité romaine, par Rubens, 1612

La lactation érotique réfère à une attirance ou une excitation sexuelle d'un individu lorsqu'il est allaité. Le « fétichisme du lait » et la « lactophilie » sont des termes médicaux et diagnostiquent les paraphilies étant désignés comme critères précis des ouvrages CIM-10 et DSM-IV.

## Physiologie
Les seins, et spécifiquement les tétons, sont des zones érogènes, pour les femmes et les hommes. La stimulation des seins et des tétons féminins est une pratique sexuelle quasi-universelle, bien que les tétons masculins soient moins sexualisés. De toutes les femelles primates, seules les humaines voient leurs seins grossir de façon permanente après la puberté. Les seins des autres primates ne grossissent que durant la grossesse et l'allaitement. Une des hypothèses postule que les seins ont grossi en contre-partie des fesses lorsque les primates se sont mis à se tenir debout pendant la phase de séduction. D'autres supposent qu'ils permettent de surélever la tête de l'enfant et d'éviter la suffocation. 
La stimulation des tétons sous quelque forme que ce soit réduit de façon avérée les risques du cancer du sein. Certaines femmes qui allaitent cessent d'être excitées par la stimulation des seins, pour des motifs  physiologiques ou psychologiques.

## Motivations
Puisque les seins et les mamelons féminins sont souvent érotisés, il n'est pas étonnant que les couples puissent procéder à une stimulation orale des mamelons et parfois même à l'allaitement. Dans les couples lesbiens, l'allaitement mutuel est considéré comme une expression familière d'affection et de tendresse.
Dans sa publication du 13 mars 2005, le quotidien londonien The Sunday Times présente un rapport scientifique (composé de 1 690 hommes britanniques) indiquant que, dans 25 à 33 % des couples étudiés, le partenaire masculin aurait déjà oralement stimulé les seins de sa partenaire. Régulièrement, les hommes y ont exposé un besoin émotif comme motif.

## Exemples de lactation érotique
Ces différents exemples de lactation érotique sont ordonnés du plus au moins courants.
- Jeux de lactation : tout genre d'activité sexuelle qui inclut le lait de la femme. Une telle activité est répandue, et souvent involontaire, après qu'une femme ait donné naissance et expérimente un réflexe lorsqu'elle est sexuellement stimulée. (Variétés de lactation érotique[6].)
- Lactation pornographique : tandis que la lactation apparaît dans la pornographie, ce type de pornographie a souvent été considéré comme tabou par un bon nombre d'individus en raison de sa connexion à l'inceste et aux enfants. La plupart de ces représentations ne montrent pas de lait, et affluent dans les médias de manière érotique de manière à la fois pornographique ou non. Au Japon, la lactation pornographique est parfois utilisée dans les dessins animés en tant que plan périphérique principal[7].
- Prostitution de la lactation : elle consiste à un allaitement pour adultes en retour d'une rémunération (à ne pas confondre avec allaitement pour enfants et bébés).
- BDSM, allaitement en tant que victoire (ou plaisir) : l'allaitement du partenaire soumis peut servir en tant que victoire durant sa domination.

## Histoire

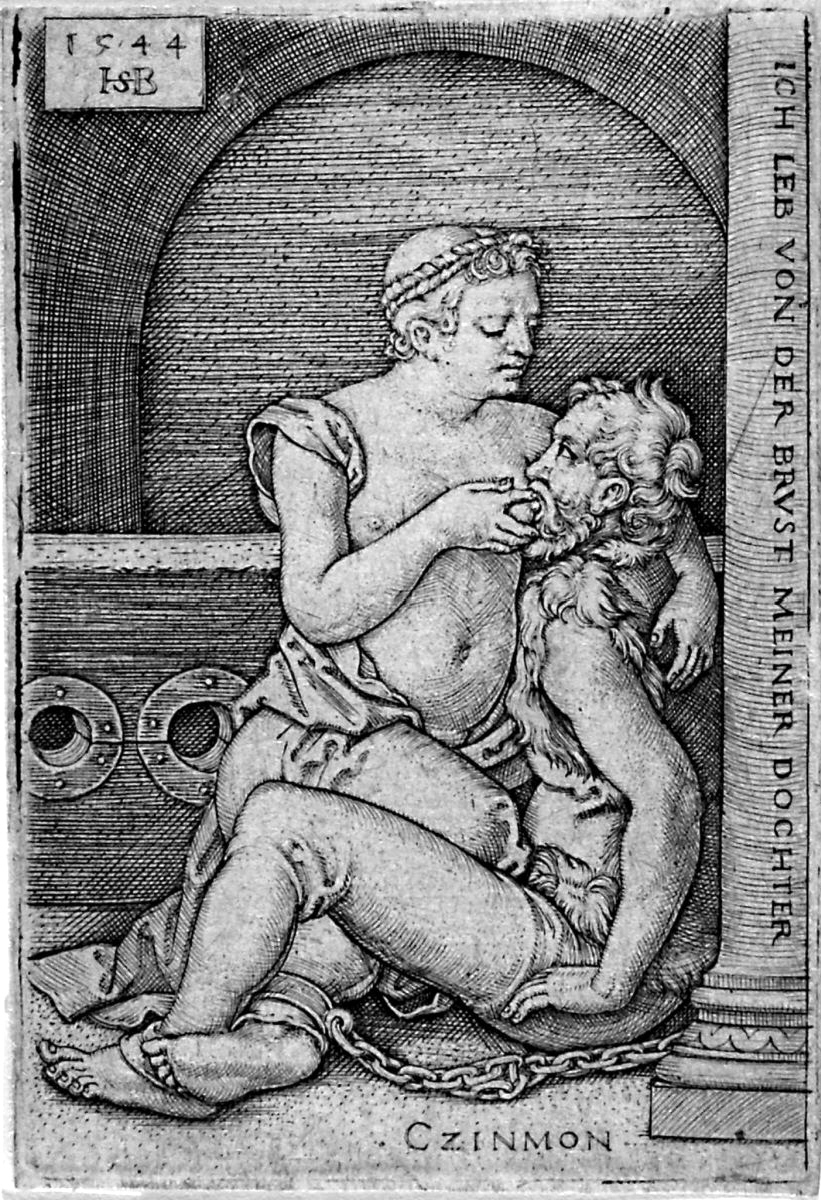
Cimon et Perà, par Hans Sebald Beham.

Depuis le Moyen Âge, une multitude d'expériences visionnaires érotiques subliminales des saints a joué un rôle important concernant la lactation. L'un de ces exemples est la « Lactation du Saint » de Bernard de Clairvaux.

### Charité romaine
Il existe un vieux récit appelé charité romaine (ou Carità romana). Ce récit est notamment plus connu grâce aux peintures montrant une jeune femme allaitant un vieil homme qui est emprisonné.
Cette histoire vient de l'écrivain romain Valère Maxime durant les années 14-37 avant Jésus-Christ. Durant les environs de 1362 ap. J-C, l'histoire est reprise par le célèbre écrivain Giovanni Boccaccio. Après Boccaccio, des centaines, voire des milliers, de peintures ont été inspirées de ce récit.
Originellement, l'histoire raconte un conflit. Un tabou existant (impliquant inceste et allaitement adulte par le lait des femmes) ou sauver une vie en brisant le tabou. Par cet aspect, aucun tabou n'est inclus dans cette histoire.
La partie la plus intéressante dans le contexte de la lactation érotique n'est pas le fait de nourrir un homme à partir des seins d'une femme, mais le fait que Valère Maxime raconte deux histoire. Il y a d'abord une longue histoire élaborée avec une femme allaitant sa mère, qui est suivie par une très courte histoire d'une femme allaitant son père. La seconde histoire père-fille consiste en fait d'une phrase seulement. 1 500 ans plus tard, Boccaccio raconte une nouvelle fois la (première) histoire mère-fille, sans mentionner l'histoire père-fille. Néanmoins, pratiquement toutes les peintures et dessins à l'huile de caritas romanà montrent uniquement le père et la fille. Ce fait change le contexte en une image érotique, où se trouve clairement exposée une fascination (érotique) de la situation d'allaitement entre adultes.

### Littérature
John Steinbeck évoque cette pratique dans le roman Les Raisins de la colère. Rose, la fille de la famille, nourrit un vieil homme après avoir perdu son bébé.